# Reocín
Reocín é um município da Espanha na comarca de Saja-Nansa, província e comunidade autónoma da Cantábria. Tem 32,1 km² de área e em 2021 tinha 8 382 habitantes (densidade: 261,1 hab./km²).

## Demografia
| Variação demográfica do município entre 1991 e 2004 [carece de fontes?] | Variação demográfica do município entre 1991 e 2004 [carece de fontes?] | Variação demográfica do município entre 1991 e 2004 [carece de fontes?] | Variação demográfica do município entre 1991 e 2004 [carece de fontes?] |
| ----------------------------------------------------------------------- | ----------------------------------------------------------------------- | ----------------------------------------------------------------------- | ----------------------------------------------------------------------- |
| 1991                                                                    | 1996                                                                    | 2001                                                                    | 2004                                                                    |
| 6541                                                                    | 6837                                                                    | 6999                                                                    | 7191                                                                    |